# Limnanthaceae
Limnanthaceae R.Br., 1833 è una famiglia di piante angiosperme dell'ordine Brassicales.

## Tassonomia
La famiglia comprende i seguenti generi:
- Floerkea Willd.
- Limnanthes R.Br.